# ドイツ鉄道407形電車
ドイツ鉄道407形電車(ドイツ語: DBAG-Baureihe 407)は、ICE系列の一員として2009年から2012年にかけて製造されたドイツ鉄道の高速鉄道車両である。
この車両のメーカーであるシーメンスによってヴェラロ D（Dはドイツを表す）と呼ばれ、これはまた、同社の高速列車のブランドであるヴェラロが、スペイン・中国・ロシアに次いで4番目に採用された例である。4電源のこの車両は、ドイツとその周囲のフランスやベルギーで使われていて、2011年12月のダイヤ改正からの使用開始を目指していたが、納車の遅延やソフトウェアの欠陥により計画は遅れ、2014年4月12日から使用されている。

## 計画
2008年11月にシーメンスが8両×15編成以上の契約を獲得した。総額は約4.95億ユーロである。クレーフェルト・ウルディンゲン工場での生産は2009年の秋に始まった。
2010年度のイノトランスで、先頭車1両と中間車2両の実車が初めて一般公開された。最初の編成が搬入されるのは2011年10月で、2012年半ばには全15編成が出揃う予定であった。

## 投入線区
407形はドイツと、フランスの高速新線ラインローヌ線やベルギーとの間の国際輸送に供される。フランクフルトとマルセイユとの間の所要時間は6時間半になる。2011年12月のダイヤ改正に定期列車に投入される。
この車両は2013年末には英仏海峡トンネル経由でロンドンまで運行されることが期待されている。トンネル内の火災対策として特殊な防火扉が装備される。トンネル内の最短列車長375mという規定を、2編成重連の16両編成と防火基準で満たすことができるとメーカーでは見ている。メーカーによるとこの電車はガソリン換算で乗客1人・100kmあたり0.33Lを消費するという。

## 仕様
この車両1編成は以下の8両から構成される。
- 1号車（先頭電動車）:　1等車42席
- 2号車（付随車、主変圧器搭載）: 1等車51席
- 3号車（電動車、主変換器搭載）: 1等車18席、食堂車16席
- 4号車（付随車）: 2等車45席、障害者用WC、車掌室、係員の休憩室
- 5号車（付随車）: 2等車76席
- 6号車（電動車、主変換器搭載）: 2等車76席
- 7号車（付随車、主変圧器搭載）: 2等車72席
- 8号車（先頭電動車）: 2等車64席

先代のヴェラロに対して、407形の屋根は、先頭車以外は40cm高くなり、空調機器やブレーキ抵抗器、集電装置カバーがトンネル微気圧波を緩和できるよう屋根に内蔵された。両運転室の後ろはラウンジではなく信号保安システムの機器室となった。
1編成にWCが11箇所（うち1つは係員用）を備える。各車には車椅子スペースが2箇所ある。号車番号と座席番号は点字でも表示されている。対乗客用情報モニターが天井に取り付けられている。シートピッチは2等車が915mm、1等車が1010mmである。食堂車は立席飲食スペースが廃止されて半室食堂車となり、1等座席との合造車となった。
想定最高速度は交流架線下で320km/h、直流区間では220km/hである。台車の監視・診断システムが導入される。3灯からなる前照灯にはLEDも採用される。主電動機は強制空冷誘導電動機で、水冷IGBTインバータで制御される。

## 編成表
| 号車       | 号車       | 21          | 22         | 23         | 24         | 25           | 26           | 28         | 29          |
| 号車       | 号車       | 31          | 32         | 33         | 34         | 35           | 36           | 38         | 39          |
| 形式       | 形式       | Bpmzf 407.5 | Bpmz 407.6 | Bpmz 407.7 | Bpmz 407.8 | Bpmbsz 407.3 | ARmz 407.2   | Ampz 407.1 | Apmzf 407.0 |
| 車種       | 車種       | 2等車       | 2等車      | 2等車      | 2等車      | 2等車        | 食堂車/1等車 | 1等車      | 1等車       |
| 全長       | 全長       | 25,735mm    | 24,175mm   | 24,175mm   | 24,175mm   | 24,175mm     | 24,175mm     | 24,175mm   | 25,735mm    |
| 重量       | 重量       | 57.7t       | 59.0t      | 55.3t      | 53.9t      | 53.9t        | 59.5t        | 58.8t      | 57.5t       |
| 座席数     | 1等        |             |            |            |            |              | 18           | 51         | 42          |
| 座席数     | 2等        | 64          | 72         | 76         | 76         | 45           |              |            |             |
| 座席数     | 食堂車     |             |            |            |            |              | 16           |            |             |
| 備考・参考 | 備考・参考 | [ 2 ]       | [ 2 ]      | [ 2 ]      | [ 2 ]      | [ 2 ]        | [ 2 ]        | [ 2 ]      | [ 2 ]       |